# Болотний ландшафт
Ландшафт болотний — надмірно зволожений природний територіальний комплекс, до якого входить власне болото і прилеглі заболочені території, переважно розташовані у помірному (тундра, тайга, мішані ліси) та екваторіальному (джунглі, екваторіальні ліси) поясах
.

## Макроландшафт болотний
Макроландшафт болотний (від грец. μακρός — довгий, великий і ландшафт) — болотний природно-територіальний комплекс, зумовлений і сформований макрорельєфом.
Виявлений лише на великих болотних масивах, тому в межах України мало поширений. Завдяки подібності у походженні болотний макроландшафт об'єднує окремі болота та болотні урочища різного ступеню розвитку, які мають різне мінеральне живлення, своєрідні рослинність і тваринний світ. Наприклад, до болотного масиву Коза-Березина належить оліготрофне урочище Коза, евтрофне та еумезотрофне урочище Теребуші, евтрофне урочище Стави з вільхово-осоковими й вільхово-крупнотравними угрупованнями. Ці урочища відрізняються будовою тофового покладу та його глибиною. У результаті антропогенного впливу сучасні макроландшафти боліт зазнають великих змін.

## Мезоландшафт болотний
Мезоландшафт болотний (від грец. μέσος — середній, проміжний і ландшафт) — це болотний природно-територіальний комплекс, зумовлений і сформований мезорельєфом.
Виявлені такі ландшафти на великих за площею болотах. Це природне поєднання різних болотних угруповань. Болотні мезоландшафти найпоширеніші у заболочених заплавах, де сполучаються притерасні лісові чорновільхові болота, осокові болота та високотравні берегові ценози. Завдяки центрально-оліготрофного розвитку відбувається об'єднання оліготрофного, мезотрофного та евтрофного типів боліт. В Україні найчастіше розвивається центрально-оліготрофний болотний мезоландшафт.

## Мікроландшафт болотний
Мікроландшафт болотний (від грец. μικρός — малий і ландшафт)- це природно-територіальний комплекс боліт, зумовлений і сформований мікрорельєфом.
В Україні такий тип ландшафту відповідає чорновільховим і верховим болотам із горбисто-мочажинним комплексом. У чорновільшняках мікроландшафт охоплює:
- менш зволожені підвищення із болотною і лісовою рослинністю,
- обводнені зниження з вологолюбною рослинністю (очеретом, осоками, бобівником, вовчим тілом болотним, образками болотними та ін.).

На болотах із горбисто-мочажинним комплексом виявлений:
- мікроландшафт горбів з оліготрофними видами, часто чагарниками та окремими деревами,
- мікроландшафт драговин із напівзануреними видами мохів і трав (шейхцерія болотна, ринхоспора біла, осока багнова та ін.)[2].